# Malzoni (Automobilhersteller)
Malzoni war ein brasilianischer Hersteller von Automobilen.

## Unternehmensgeschichte
Francisco Kiko Malzoni, Sohn von Genaro Rino Malzoni, gründete 1975 das Unternehmen zur Produktion von Automobilen. Der Markenname lautete Malzoni, ebenso wie die Fahrzeuge von Automóveis Lumimari. Im Folgejahr endete die Produktion. Insgesamt entstanden etwa 20 Fahrzeuge.
Marques entwickelte das Projekt weiter und brachte 1978 Fahrzeuge unter eigenem Markennamen heraus.

## Fahrzeuge
Das einzige Modell Malzoni GTM war ein Coupé. Ein Fahrgestell vom VW Brasília bildete die Basis. Ein luftgekühlter Vierzylinder-Boxermotor mit 1600 cm³ Hubraum im Heck trieb die Hinterräder an. Größere Motoren mit 2200 cm³ Hubraum waren zumindest geplant. Die Karosserie bestand aus Fiberglas. Auffallend waren die Klappscheinwerfer.